# Ljubomir Mladenovski
Ljubomir Mladenovski (in macedone Љубомир Младеновски?; Skopje, 2 maggio 1995) è un cestista macedone.

## Carriera
Con la Macedonia ha disputato i Campionati europei del 2015.

## Palmarès
- Campionato macedone: 4

MZT Skopje: 2013-14, 2014-15, 2015-16, 2016-17
- Coppa di Macedonia: 2

MZT Skopje: 2014, 2016